# مختصر (جبر خطي)

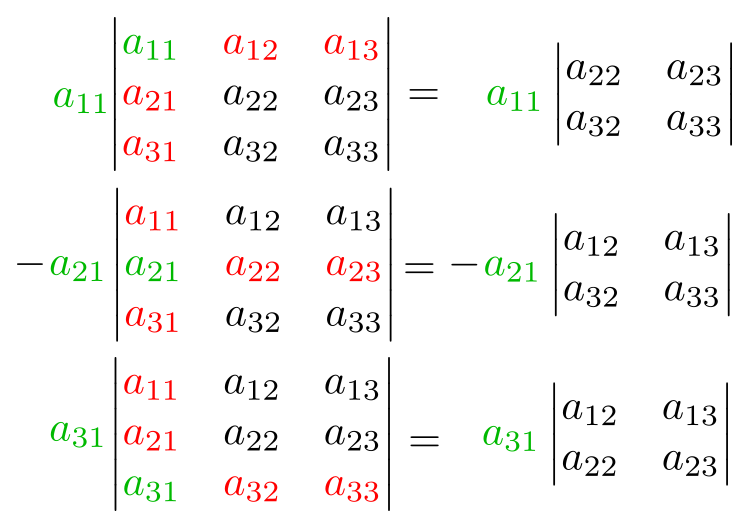

في الجبر الخطي، المختصر (بالإنجليزية: Minor)‏ لمحدد مصفوفة هو محدد لمصفوفة محددة أصغر.
لنفرض A مصفوفة m × n وk عدد صحيح موجب لا يكبر m وn. المختصر k × k ل A هو محدد لمصفوفة k × k مشتقة من A عن طريق حذف m - k صف و
n - k عمود.